# 暗夜行路
《暗夜行路》（／ anya kouro），是日本作家志贺直哉创作的长篇小说。小说发表于《改造》杂志（1921年 1月号至8月号为上编，1922年 1月号至1937年 4月号为下编）。这也是志贺直哉唯一的一部长篇小说，是其晚年平稳的心境小说中的巅峰之作。小说在结构上共分为4部。
最初作者计划在1914年（大正3年）的《东京朝日新闻》上以《时任谦作》为题连载该小说，但之后颇多坎坷，最终共花了26年时间才完成这部小说。该小说也是近代日本文学的代表作之一，日本小说家大冈升平称赞其为“近代文学的最高峰”。

## 内容概要

### 上编

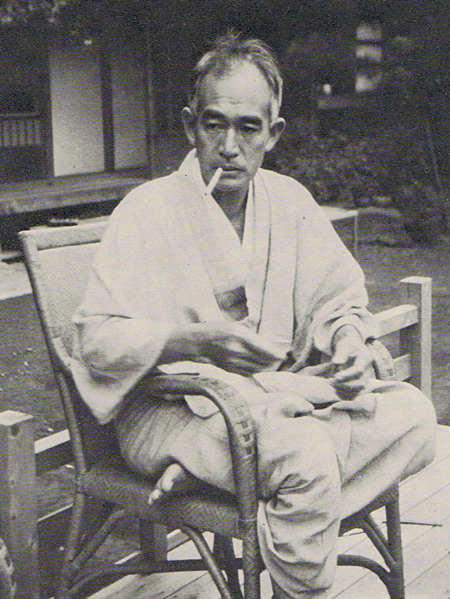
志贺直哉

主人公时任谦作（ときとうけんさく）从小就缺少父母的关爱，从6岁起与祖父一同生活。长大后成了小说家的谦作向青梅竹马的爱子求婚，但一直以来对他印象不错的爱子母亲及哥哥却急匆匆接受了别人的做媒，将爱子嫁给了旁人。自此以后，谦作就无法再真心爱上其他女人，将家里的大小事务都交给祖父的侧室阿荣打理，自己却过着放荡不羁的生活。后来谦作因一次旅行，迁居到尾道后，性情转变，开始下决心要投入小说写作中。在尾道生活的谦作想与荣结婚，并写信给哥哥信行。哥哥却回信告诉他，谦作原来是祖父与母亲乱伦产下的。知道真相后的谦作痛苦万分，原本已经决心认真生活的他又渐渐开始自暴自弃。

### 下编
搬到京都后的谦作邂逅了名叫直子的女孩。他在求婚之前，就将自己的生世告诉了直子的家人，而得到了后者的理解和接受。感激不已的谦作与直子结婚后，过着平静的生活。谦作得知阿荣在中国天津穷困潦倒并辗转到了当时的朝鲜京城。为了接济她，谦作出发前往朝鲜，但他妻子直子却在家与表兄弟私通。为此，谦作内心苦闷不已。他虽然原谅了妻子的过错，但始终两人无法尽释前嫌。为了忘记烦恼，他选择到鸟取县的大山莲净院挂单修行。在山上见到壮丽风景的谦作受到感化，决定放下一切包袱，但在回寺院的途中却发烧。闻讯赶来的直子下了决心，“不管他能得救还是不行，总之我是离不开他的，这辈子到哪里我都要跟他在一起。”。

## 创作过程
这部小说脱胎于志贺直哉居住于尾道市时期所创作的《时任谦作》。最初，夏目漱石通过武者小路实笃介绍，拜托志贺在东京朝日新闻上连载一部小说。本打算在夏目的《心》连载结束后就刊登《时任谦作》。但基于连载小说的特点，必须要每一篇内都有小高潮和一些吸引读者读下去的伏笔，对此志贺非常不习惯。结果再1914年夏天，志贺亲自到东京的夏目府上，向其辞去这一连载的工作，并表示了歉意。
自从志贺与其父亲“和好”之后，他陆续发表了《和解》、《一个男人以及其姐姐的死》等作品，渐渐不再热心于续写《时任谦作》这一部以与父亲的关系为背景的小说。但是作品中主人公是祖父乱伦的产物这一设定，让他产生了新的灵感，于是决定要完成这部长篇小说。之后到了1918年，他将小说名改为“暗夜行路”，并打算在菊池宽连载小说《真珠夫人》之后，在大阪每日新闻上连载。但在他创作过程中，报社要求他尽量要满足读者的要求，让读者开心满意。志贺并不满足于写一部通俗小说，因此就只能拒绝了连载的工作。此后，与芥川龍之介一起的《改造》杂志社记者泷井孝作在浅草偶然见面后，双方聊起了暗夜行路的连载。两人一拍即合，便开始从1921年新年号上开始了连载。次年，作品的上编由新潮社发行出版。上编出版时，下编其实已经在改造杂志上开始连载，但中途的写作过程非常艰难，最后志贺只能断断续续发表写好的文字，但到了1928年，这一作品的连载还是被中断下来。

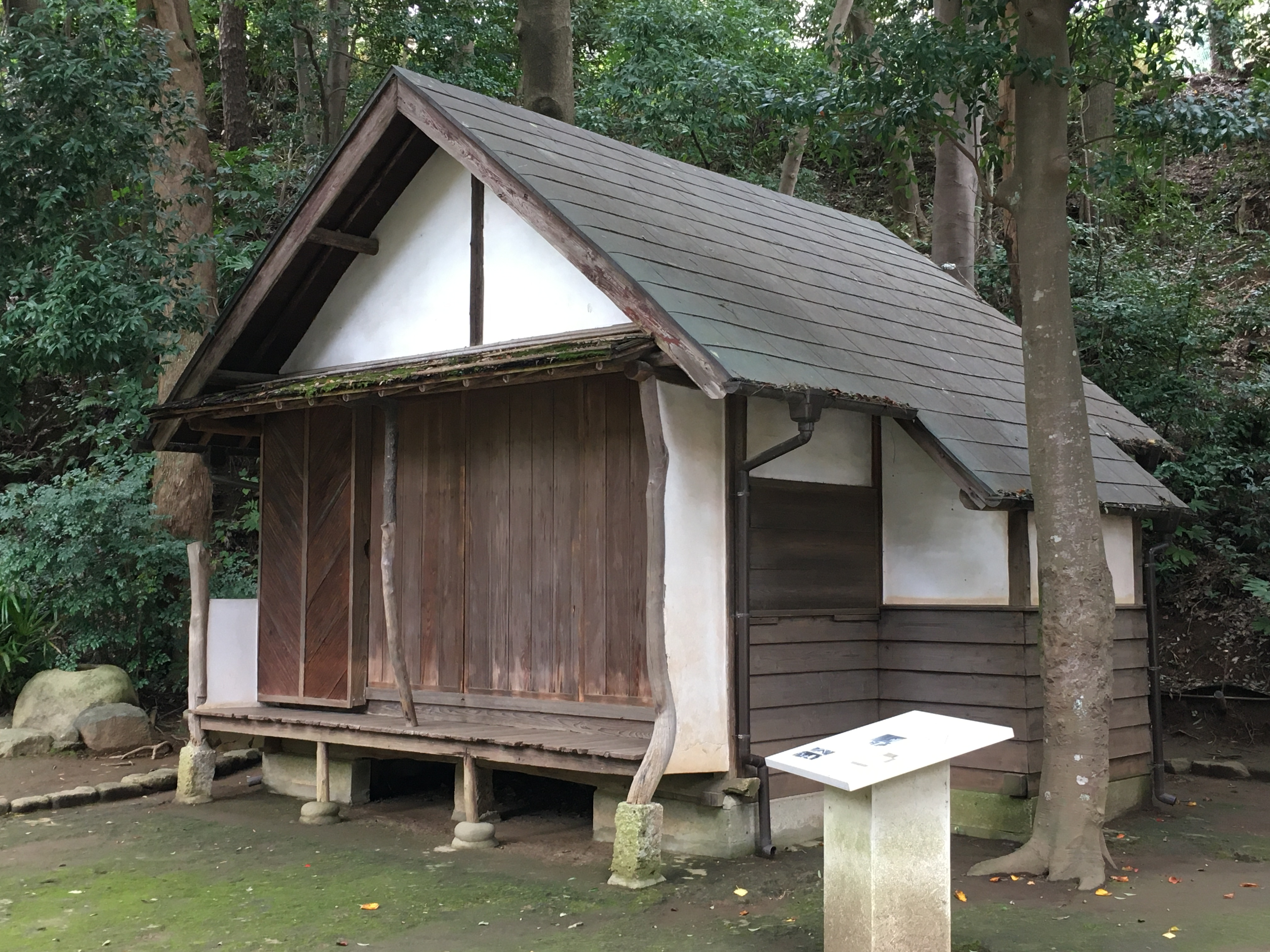
我孙子市的志贺直哉旧居内的书房。《暗夜行路》的大半部分都是在这里完成的。

1937年（昭和12年），因为改造社要出版《志贺直哉全集》，志贺终于下决心要完结这部小说的漫长创作。当年4月，《暗夜行路》在《改造》上结束连载，下编也收录于《志贺直哉全集》第8卷。从《时任谦作》的创作开始起算，已经经过了26年，而从《改造》杂志开始连载小说起算，也已经是第17个年头。

## 名场面
- 在上编的最后部分，谦作摸着女人的乳房，喊叫着“丰收啦！丰收啦！”。
- 谦作在大山上看到的自然风光描写，其实是志贺凭着对几十年前登大山时的记忆而写成的，成为日本文学史上经典的片段。

## 同名电影
1959年9月20日上映。东京映画制片，东宝发行。

### 工作人员
- 导演：丰田四郎
- 制片：泷村和男、佐藤一郎
- 摄影：安本淳
- 音乐：芥川也寸志

### 演员
- 时任谦作：池部良
- 直子：山本富士子
- 阿荣（祖父之妾）：淡岛千景
- 时任信行（谦作兄）：千秋実
- 谦作生母（谦作四岁时去世）：文野朋子
- 谦作生父（居住在本乡）：中村伸郎
- 爱子生母：长冈辉子
- 石本（谦作的前辈）：仲谷昇
- 高井：北村和夫
- 才（阿荣的侄子）：杉村春子
- 永井老人：汐見洋
- 佐伯氏：三津田健

## 脚注
1. 1 2  《续创作余谈》（改造，1938年6月1日）。收录于《志贺直哉随笔集》（岩波文库，1995年）
2. ↑  阿川弘之「解説」、『暗夜行路　後篇』p.336、岩波文庫、2004年
3. ↑  阿川弘之「解説」、『暗夜行路　後篇』p.337、岩波文庫、2004年
4. ↑  貴田庄 『志贺直哉、映画に行く―エジソンから小津安二郎まで見た男』pp.218-219、朝日新聞出版〈朝日選書〉、2015年。
5. ↑  阿川弘之「解説」、『暗夜行路　後篇』p.338、岩波文庫、2004年